# Sara Bagnati de Scaramuzza
Sara Bagnati de Scaramuzza (Buenos Aires, 1885 - 1964) va ser una compositora argentina, esposa del també compositor argentí Vicente Scaramuzza.

## Obres
- De mi tierra.
- Rebelión del Agua.
- Paisaje de Estío.